# Nikołaj Antonkin
Nikołaj Dmitrijewicz Antonkin (ros. Николай Дмитриевич Антонкин; ur. 17 lutego 1979) – rosyjski zapaśnik walczący w stylu klasycznym. Wicemistrz świata wojskowych w 2001. Mistrz świata i Europy juniorów w 1998. Medalista mistrzostw Rosji w kategorii juniorów.